# THRAK
THRAK — одиннадцатый студийный альбом британской группы King Crimson, вышедший в 1995 году и сопутствующий предыдущему мини-альбому VROOOM (1994).

## Об альбоме
В июне 1993 года Роберт Фрипп решил возродить King Crimson в новом формате, с большим количеством участников. В состав нового коллектива вошли старые участники Белью и Левин (бас-гитара, стик Чепмена), а также новые участники Трей Ганн (гитара Уорра) и Пэт Мастелотто (ударные). Кроме того, в группу вернулся Бруфорд, и таким образом в группе оказалось два ударника. Фрипп объяснил, что однажды днём 1992 года у него было видение «двойного трио» с двумя барабанщиками. Позже Бруфорд сказал, что он уговорил Фриппа принять его в группу в последнюю минуту и что Фрипп придумал объяснение использованию двух ударников позже. 
После репетиций в Вудстоке в октябре 1994 года группа выпустила мини-альбом VROOOM, состоящий из шести композиций, а в период с  октября по декабрь 1994 года записала свой одиннадцатый студийный альбом THRAK, сстоящий в основном из переработанных версий треков альбома VROOOM, а также добавленных новых треков. Этот альбом был описан журналом Q как имеющий «роковые структуры с запахом джаза, характеризующиеся шумной, угловатой, изысканной гитарной игрой». King Crimson возобновили гастроли в 1995 и 1996 годах, некоторые концерты были записаны и выпущены в концертном альбоме THRaKaTTaK в мае 1996 года. Более традиционная концертная запись того периода позже была выпущена на двойном компакт-диске Vrooom Vrooom (2001), а полный концерт 1995 года был выпущен на VHS в 1996 году как Live in Japan и переиздан на DVD в 1999 году как Déjà Vrooom. Двойное трио будет отмечено бокс-сетом THRAK (1994—1997) в 2015 году.
Альбом получил в основном положительные отзывы музыкальных критиков. В ретроспективном обзоре Daniel Gioffre назвал King Crimson «единственной прогрессивной рок-группой из 60-х, которая создавала новую, живую, прогрессивную музыку в 90-х» и выразил высокую оценку различным способам использования ими формата двойного трио на альбоме. Он отметил, что альбом делает ряд отсылок к предыдущим работам King Crimson (так, например, композиция "VROOM"  напоминает "Red" с альбома 1974 года, а "Walking on Air" — с "The Sheltering Sky" из Discipline), но отметил, что это было тонким признанием устоявшейся фан-базы King Crimson, а не озабоченностью собственным прошлым.

## Список композиций
Все песни написаны Эдрианом Белью, Биллом Бруфордом, Робертом Фриппом, Треем Ганном, Тони Левином и Пэтом Мастелотто.
| №   | Название                    | Длительность |
| --- | --------------------------- | ------------ |
| 1.  | «VROOOM»                    | 4:38         |
| 2.  | «Coda: Marine 475»          | 2:42         |
| 3.  | «Dinosaur»                  | 6:37         |
| 4.  | «Walking on Air»            | 4:38         |
| 5.  | «B'Boom»                    | 4:11         |
| 6.  | «THRAK»                     | 3:59         |
| 7.  | «Inner Garden I»            | 1:47         |
| 8.  | «People»                    | 5:53         |
| 9.  | «Radio I»                   | 0:44         |
| 10. | «One Time»                  | 5:21         |
| 11. | «Radio II»                  | 1:03         |
| 12. | «Inner Garden II»           | 1:16         |
| 13. | «Sex Sleep Eat Drink Dream» | 4:50         |
| 14. | «VROOOM VROOOM»             | 5:50         |
| 15. | «VROOOM VROOOM: Coda»       | 3:01         |

## Участники записи
- Роберт Фрипп — гитара, меллотрон;
- Эдриан Белью — гитара, вокал;
- Тони Левин — бас-гитара, стик Чапмена, электрический контрабас, синтезатор, вокал;
- Трей Ганн — гитара Уорра, вокал;
- Билл Бруфорд — ударные;
- Пэт Мастелотто — ударные.

## Позиции в чартах
| Chart (1995)                      | Peak position |
| --------------------------------- | ------------- |
| Japanese Albums (Oricon)          | 24            |
| Шотландия (Scottish Albums Chart) | 92            |
| Великобритания (UK Albums Chart)  | 58            |
| США (Billboard 200)               | 83            |

| Chart (2015)                                 | Peak position |
| -------------------------------------------- | ------------- |
| Великобритания (UK Independent Albums Chart) | 28            |